# 10042 Budstewart
A 10042 Budstewart (ideiglenes jelöléssel 1985 PL) a Naprendszer kisbolygóövében található aszteroida. Edward L. G. Bowell fedezte fel 1985. augusztus 14-én.